# Menyhay Imre társadalomelméleti gazdaságszociológiája
A társadalomelméleti gazdaságszociológia az általános szociológiára – a társadalomelméletre – építi fel a gazdaságszociológiának azt a változatát, amely nem csak az empirikus társadalomkutatás eredményei alapján, vagy e nélkül, szociológiateóriák megfogalmazásával közelíti meg a gazdaság viselkedési és normatív struktúráit, hanem analogikusan, a társadalomelmélet koncepcióját követve egészíti ki azt a társadalmi viselkedés gazdasági vonatkozásaival. Teszi ezt Menyhay Imre társadalomelmélete alapján, amelyet a Nyugat-magyarországi Egyetem Közgazdaságtudományi Kar tankönyveként az Akadémiai Kiadó jelentetett meg. Menyhay Imre társadalomelméletét – amelyre társadalomelméleti gazdaságszociológiája felépül – ugyancsak a Nyugat-magyarországi Egyetem Közgazdaságtudományi Kar tankönyveként a Nyugat-magyarországi Egyetem adta közre.

## Társadalomelméleti gazdaságszociológia és a pszichoanalitikus gazdaságpszichológia analógiája
Menyhay Imre pszichoanalitikus gazdaságpszichológia kutatásainak motivációit a következő pontokban lehet összegezni: 1) George Katona és Pierre Louis Reynaud hangsúlyozták a teóriaképzés fontosságát. 2) Különösen Reynaud kritizálta a gazdaságpszichológia áruház-karakterét, értve alatta a gazdaságpszichológia témákra szakadását. 3) Az empirikus (a megfigyeléseken és statisztikai módszereken alapuló) gazdaságpszichológia és a laboratóriumi ún. kísérleti pszichológia, bár értékes eredményeket képes felmutatni a pillanatnyi profitszerzési lehetőségek állapotáról, de ezek a felmérések egy egységes gazdaságpszichológiai teóriaképzés szempontjából jelentéktelenek Ennek értelmében mondhatjuk, hogy Menyhay Imre társadalomelméleti gazdaságszociológiájával a gazdaságszociológia témákra szakadását kívánta ellensúlyozni, úgy, hogy először megfogalmazta társadalomelméleti általános szociológiájának téziseit és ezt kiegészítette ennek gazdasági vonatkozásaival annak reményében, hogy ezen keresztül eljut egy egységes, a lényeget átfogó gazdaságszociológiához.

## Társadalomelméleti gazdaságszociológia és az etika
A társadalomelméleti gazdaságszociológia szorosan összefügg az etikával, mint ahogy ezt a könyv főcíme kifejezi (Gazdálkodás, vállalkozás, etika). Menyhay Imre fejtegetései során osztja azoknak a véleményt, akik a gazdálkodás alapelvében – piaci mechanizmusok korlátlan érvényesülésében – az emberiség létének veszélyeztetését látják, akkor, ha az állam az egyéni érdek érvényesülését a hátrányos helyzetűek érdekében észszerűen nem korlátozza, és különösen akkor, ha az egyéni érdek érvényesítését nemhogy nem korlátozza, hanem sokkal inkább legfőbb erkölcsi értéknek tekinti.
Erich Fromm gazdaságpszichológiája az emberiség fizikai megsemmisítésének a lehetőségét látja abban a kulturális környezetben, amelyet ma az emberiség modernnek gondolt része zúdít a világra: „Helyesen élni többé nemcsak etikai vagy vallásos parancsteljesítést jelent. A történelemben először függ az emberiség fizikai túlélése az egyén gyökeres lelki megváltozásától” Ez azonban „csak olyan mértékben lehetséges, amennyiben olyan drasztikus gazdasági és társadalmi (szociális) változások lépnek fel, melyek megadják az esélyt a változásra, valamint a változás eléréséhez szükséges bátorságot és képzelőerőt is.” Fromm a hanyatlás okát abban látja, hogy „a 18. századi kapitalizmus lépésről lépésre radikális változást vitt véghez: a gazdasági viselkedés elválasztódott az etikától és az emberi értékektől.” Erich Fromm véleményével nincs egyedül: Konrad Lorenz egy neurotikus tömegőrületről ír, „amely az emberiség megsemmisítését fenyegeti”. Más helyen felteszi a kérdést, hogy vajon „mit lehet a súlyos veszélyeknek kitett emberiség érdekében tenni, hogy a pusztulását el lehessen kerülni” John Maynard Keynes ezt írja: „Az állam funkcióinak az a megnövekedése, amelyet a fogyasztási hajlandóságnak és a beruházás indítékainak összehangolása megkövetel, az individualizmusba való szörnyű beavatkozásnak tűnhet egy tizenkilencedik századbeli újságíró vagy egy amerikai pénzember szemében. Én azonban védelmezem, egyrészt ez az egyetlen járható mód arra, hogy elkerüljük a meglévő gazdasági formák mindenestül való megsemmisítését és másrészt, mert ez az előfeltétele az egyéni kezdeményezés eredményes érvényesülésének.” 
Soros György leszögezi: „Én, aki nemzetközi pénzpiacokon szereztem vagyonomat, ma attól félek, hogy a szabad versenyes kapitalizmus korlátlan terjedése és a piaci értékek behatolása az élet valamennyi szférájába nyitott és demokratikus társadalmunk jövőjét fenyegeti”. Kray István, leszögezi, hogy „a társadalom stabilitása nem lesz visszaállítható, amíg az emberiség nem fog kiépíteni tudatosan egy olyan új társadalmi rendet, amely nem ideológiákra támaszkodik, hanem a tudományos humanizmus kísérletileg igazolható megállapításaira.”
A gazdasági és társadalmi viszonyok visszásságát a börzeguru André Kostolany így fejezi ki: „Amikor egy tudós, egy professzor vagy egy orvos éves jövedelmét, a sok éves erőfeszítések és tanulmányok gyümölcsét azokkal az összegekkel összehasonlítottam, amit egy tőzsdés néha egyetlen megérzéssel vagy tippel könnyedén bezsebelni képes, rossz lelkiismeretem támadt.”
Viktor Frankl a Bécsi Egyetem hatszáz éves fennállásának évfordulója alkalmából tartott ünnepi beszédében ecsetelte vendégtanári fogadtatását az USA-ban: "Professzor Smith első kérdése az volt, hogy nekünk, professzoroknak, van-e lehetőségünk a hallgatóknak az egyetemi oktatás keretén belül etikai értékeket továbbadni, vagy olyasmit, ami az élet értelmére vonatkozna. Én erre azt mondtam: erkölcs nem tanítható, erkölcsöt élni kell. Hallgatóink életének nem tudunk értelmet adni. Amit adni tudunk, és adnunk kell, az a példamutatás, a hivatásunkkal szemben tanúsított odaadás, áldozatvállalás. Erre professzor Smith szerette volna tudni, hogy a témaválasztáson keresztül lehetséges e a hallgatóknak etikus viselkedésre vonatkozó útmutatást adni úgy, hogy ne csupán a hogyanra, száraz felsorolásokra korlátozzuk az anyagot, hanem lehetőség nyíljon a dolgok mögé tekinteni. Én erre azt mondtam, hogy manapság örülhetünk, ha a témaválasztás nem aknázza alá azokat az erkölcsi értékeket és szellemiséget, amelyeket a fiatalok magukkal hoznak, és amire még érzékenyek. És pontosan ez 'az aláaknázás', ami az USA-ban szakadatlanul folyik. Ott ugyanis általában egy redukcionalisztikus (csak az anyagiasságot figyelembe vevő) emberképet adnak tovább, ami a hallgatók entuziazmusát erősen próbára teszi."
Menyhay Imrének nyilván nem voltak illúziói a tekintetben, hogy könyvével meg tudja változtatni az uralkodó társadalmi viszonyokat és ezzel a gazdálkodás etikát. Bevezetőjében írja: „Miután ennek a könyvnek első mondatait leírtam, az volt az érzésem, hogy olyan helyzetben vagyok, mint a Bodri kutya, akiről kislányomnak egy mesekönyvből fölolvastam. Bodri megugatta a holdat, hátha meg tudja változtatni annak járását. Aztán olvastam valahol egy egyszerű bölcs emberről, aki úgy vélekedett, hogy ha a förtelmes erdőtüzet nem is tudja eloltani, akkor is visz oda egy vödör vizet. Így született meg ez a könyv.”
A társadalomelméleti gazdaságszociológiához a társadalomelméleti szociológia komplexmodeljének ismertetésén keresztül jutunk el.

## Társadalomelméleti gazdaságszociológia. Társadalmi komplexmodell

### Alapbeállítódás és beállítódások

#### Gazdasági racionalizmus, az alapbeállítódás és a beállítódások (attitűdök)
Két egymással összeférhetetlen racionalitással van dolgunk: az egyik a tőkeérdek racionalitása, a másik a kollektív vagy össztársadalmi racionalitás. A szemlélő szemszögéből spontán mindig az a racionális, ami érdekeit nem sérti, illetve ami az élet fenntartásával kapcsolatba hozható örömszerzést maximalizálni képes. A tőke racionalitása az örömszerzés elvének a tőke személyi háttere számára való kisajátításában jelentkezik. A kollektív vagy össztársadalmi érdek forradalmi oldala az élet fenntartásával kapcsolatba hozható örömök társadalmi kisajátítását jelenti, a társadalmi cél-összeférhetőség elvére való hivatkozás alapján pedig azt, hogy a természetjogra és masszív pszichológiai és szociológiai ismeretekre hivatkozva az egyéni tőkeérdek mellett a társadalmi kollektív érdekeknek is helyet kell kapni. A tőke racionalitása eltorzított racionalitás, amelynek jelzésére a gazdasági racionalizmus kifejezést használjuk. Az eltorzított racionalitás úgy értelmezendő, hogy az ember spontán racionálisan egyéni érdekei szerint gazdálkodik, ám a racionalitás realitása "a realitás racionalitása", vagyis az, hogy az énen kívül mások is léteznek "a te is, a mi is és a ti is", kimarad a szemléletből és ezzel a kollektív érdekek elsikkadnak, feltéve, ha a spontaneitást a kultúra vagy/és formális szabályok nem terelik mederbe.
További problémát jelent, hogy az ember nemcsak racionálisan gondolkodó, hanem irracionálisan érző lény is. Ennek ellenére a gazdasági racionalizmus azt a hamis benyomást kelti, hogy az ember valóban racionálisan gazdálkodik.
A mederbe terelés szándéka és mértéke alapvetően a kultúrától, a kultúra normatívstruktúráinak minőségétől függ. Végső soron a szociokulturális értéktételezéstől függ az alapbeállítódás, nevezetesen az, hogy a társadalom hogyan viszonyul az agresszió kiéléséhez, hogy hajlandó e konszenzussal a társadalmi cél-összeférhetőség elvét tiszteletben tartani vagy sem. Talcott Parsons a társadalmi cél-összeférhetőség fontosságát a következőképen fejezi ki: "Ha egy normatív (társadalmi, gazdasági) szisztéma konzisztens akar lenni, akkor azon felül, hogy tagjai bár meglehetősen tág határokon belül különböző célokat tűznek ki maguk elé, ezeknek a céloknak a megvalósítása során nem léphetnek fel olyan viselkedési minták, amelyek egymás létjogosultságát kizárják. Egy normaszisztéma, amely egy interakció stabilitását hathatósan kívánja szolgálni, kénytelen a szisztémán belül egymásra ható szisztémaelemek által követendő célokat is meghatározni, legalábbis annyiban, hogy a célok összeegyeztethetősége ne legyen kizárt."
Az alapbeállítódás határozza meg a beállítódások jellegét. Az alapbeállítódás ismerete ugyan nem teszi lehetővé, hogy a konkrét viselkedésre következtessünk, de azt igen, hogy az aktőr hogyan fogja tenni azt, amit tesz: lazán, görcsösen, mosolyogva, részvétlenül, stb.
Beállítódások (attitűdök) társadalmi objektumokkal szemben alakulhatnak/alakulnak ki, például fogalmakkal és színekkel szemben. Színekkel szemben például úgy, hogy az emberek bizonyos színeket előnyben részesítenek, másokat viszont kerülnek. Az ilyen jellegű ártatlan individuális beállítódások mellett sokkal jelentősebbek azok, amelyek társadalmi jellegűek, mondjuk elvi ellenséges beállítódások kisebbségekkel szemben.
A kultúra jelentőségét az alapbeállítódást illetően jól szemléltette a Duna Televízió 2000. november elsején sugárzott adása. Bemutatták a kenu-temetkezési szokásokat, aminek során alkalom nyílt egy indián törzs kultúrájába betekinteni. Egy törzstag elmondta, hogy a törzsfőnök halála után annak minden jószágát felégetik. Ezzel kívánják elérni, hogy a törzsfőnök vezető szerepét ne vagyongyűjtésre használja ki utódai számára, hanem a közösség szolgálatát tartsa szem előtt.
A kollektív érdekek ignorálása a tőkés termelési mód lényegéből fakad és egy abszurd alapbeállítódást generál: „A tőkés termelés igazi korlátja maga a tőke, vagyis az, hogy a tőke és annak önértékesítése úgy jelenik meg, mint a termelés kiinduló- és végpontja, indítéka és célja; hogy a termelés csak a tőke számára való termelés, ahelyett, hogy fordítva, a termelési eszközök puszta eszközök lennének az életfolyamat folyton bővülő alakításához a termelőerők társadalma számára.”

#### Gazdasági racionalizmus és a racionalizálás
A racionalitására büszke homo sapiens racionalitása abból a szempontból sem racionális, hogy racionálisnak az egyéni érdek alapján való viselkedést tartja, ami ad absurdum: gazdasági döntéseket az egyéni érdekre bízni azt jelenti, hogy az alternatívák kiválasztása közben nem az élet fakasztása és fenntartása, fenntarthatósága, értékes fenntarthatósága, kerül a szemlélet középpontjába, hanem az egyéni érdek. A piaci mechanizmusokon alapuló vállalkozói tevékenység ugyanis a piaci mechanizmusok alapján mindig úgy alakul, ahogyan a pillanatnyi vállalkozói érdekek ezt követelik; egyszer így, egyszer úgy, spontán mindig úgy, ahogy a piaci viszonyok és a profitra való törekvés kívánja.
A társadalmi valóság kedvez a racionalizmusnak. Ez a valóság abból indul ki, hogy az ember "a homo sapiens" értelmes lény. Ezt kiegészíti az ember jóra való törekvése, ami nem garancia arra nézve, hogy amit az ember tesz, valóban olyan értelemben jó, hogy az életet szolgálja, hanem csupán azt jelenti, hogy az ember pozitív önképének megőrzésére és helyreállítására törekszik mindaddig, amíg sorozatos eredménytelensége a fásultság és csürhésedés állapotát el nem éri.
A pozitív önkép szükséglete világosan mutatja, hogy az evolúciónak van meghatározott iránya, és ez a jóra való törekvésben, a magasabbrendűség felé való fejlődésben is megnyilvánul.
A pozitív önkép szükséglete oda vezet, hogy emberek nem képesek abban a tudatban élni, hogy viselkedésük irracionális, észszerűtlen. Ha ezt elismernék, az énerő, az önbizalom, az önszervezési képesség látná kárát. Így következik be az a helyzet, miszerint az ember észszerűtlen viselkedését megmagyarázza úgy, hogy az önmaga és mások előtt észszerűnek tűnjön, és ez súlyosan deformálja az erkölcsöt és a gazdálkodás etikáját. Ezt a ”megmagyarázom a bizonyítványomat-magatartást” nevezzük racionalizálásnak.

#### Gazdasági racionalizmus és a szándékolt eredményesség megfordítása
A szándékolt eredményesség megfordítása törvényszerűség gyökereiben mutatja az ember irracionális oldalát, és képesnek mutatkozik rávilágítani arra, hogy az embert kizárólag mint racionális lényt szem előtt tartani nem tartozik a racionális dolgok közé.
A szándékolt eredményesség megfordítása szerint mindazok a folyamatok, állapotok, amelyeket a természet automatikus vagy vegetatív mechanizmusok alá rendelt, feltétlen engedelmességet követelnek. Ha az ember ezeket akaratával befolyásolni igyekszik, pontosan az ellenkezőjét éri el, mint amit szándékozik. Ennek oka, hogy míg az anyag szintjén a racionalitás elve érvényes, azaz + + = 2 + és + – = 0, addig az evolúció jelzett szintjén ennek fordítottja, az irracionalitás érvényes: + + = 0 és + – = 2 +.
Szexuális inger van (+). Ha ezt az egyed tudatosan kívánja felerősíteni (+) eljátssza ezt, impotenciával fizet: + + = 0. Szexuális inger van (+), ha a kielégülés ellenállásba ütközik (–), a vágy erősödik (2+). Egy idézet Máté evangéliumából: „Hallottátok a parancsot: Szemet szemért, és fogat fogért. Én pedig azt mondom nektek, ne álljatok ellent a gonosznak. Aki megüti jobb arcodat (+), annak tartsd oda a másikat is (+ + = 0). Aki perbe fog, hogy elvegye ruhádat (+), annak add oda a köntösödet is (+ + = 0). S ha valaki egy mérföldre kényszerít (+), menj vele kétannyira” (+ + = 0).
Viktor Frankl beszámol arról, hogy egy spontaneitást követelő művészi teljesítmény (+) tudatosítása – a tehetség akarattal való megtoldása (+)- a teljesítmény megsemmisítését hozza magával (+ + = 0)
A szándékolt eredményesség megfordítása törvény bölcsessége úgy foglalható össze, hogy szinte kézzel fogható közelségbe hozza a realitás elvéhez való alkalmazkodás szükségességét az örömszerzés elvével szemben. A realitás pedig az, hogy az énen kívül a te, a ti és a mi is létezik. Az én és a te, az én és a mi, az én és a ti, és a mi és a ti közötti viszonyok határozzák meg a gazdasági etika minőségét.
A szándékolt eredményesség megfordításának törvénye a gazdasági racionalizmus erőltetését egyenesen az irracionális érvényesüléséhez vezeti, azaz az extrém hátrányos helyzetűek érzelmeit korbácsolja fel a társadalmi cél-összeférhetetlenséget burkoltan, de annál erőteljesebben és hatékonyan hirdetőkkel szemben.
A gazdasági racionalizmus esszenciája logikus: a vállalkozó nem gazdálkodhat saját érdekei ellen. Gazdálkodásának észszerűsége a gazdaságosság elvének maximális érvényesítésében keresendő. Viszont a kizárólag racionális gondolkodás anyagi szemlélete – materializmusa – kizárja ugyan az irracionális pozitív érzelmi vonatkozások érvényesülését – a szociális vonzalmat, szánalmat, könyörületet, méltányosságot, de ezzel egyben kizárja a realitás elvének érvényesülését is, annak kielégítő figyelembevételét, hogy a vállalkozón kívül mások is léteznek, akiknek joguk van az élethez, érvényesüléshez, önmegvalósításhoz. A realitás elvének ily módon történő kizárása a kollektív érdekek ignorálásához vezet, ami a gazdálkodás irracionális jellegét erősíti és a társadalmi cél-összeférhetetlenség forrásává válik. Mivel az ember pozitív önképét nem adhatja fel, a homo sapiens önértékelése az irracionális tendenciákat racionálisnak tünteti fel, azaz a gazdálkodás- és vállalkozásetika súlyos, irracionális elemeit racionalizálja.

### Szociokulturális alappár (Bázisdualizmus)
A beállítódások alapján képződnek a viselkedési minták és ezek tükörképe, a társadalmi normák, vagy mutatis mutandis, fordítva. A viselkedési minták és a normák egy és ugyanazon jelenség két oldalról való megközelítését jelentik, az emberi viselkedésre vonatkoznak, ezért a kettőt együttesen bázisdualizmusnak, szociokulturális alappárnak nevezzük.
Igaz, hogy a bázisdualizmus a beállítódások alapján képződik, de az is igaz, hogy a bázisdualizmusban kifejezésre jutó szociokulturális értékek a beállítódásokat erősítik és visszahatnak magára az alapbeállítódásra is. Ez azt jelenti, hogy a kultúrában kifejezésre jutó etikai normatívák önmagukat erősítik fel és stabilizálják a kultúrát, hacsak a kultúra instabilitásához vezető tényezők nem kerekednek felül. Ha igen, akkor úgy a kultúra, mint a gazdálkodás- és vállalkozásetika gyors változásával kell számolnunk, ami a történelem tanulságai alapján atipikus. Gyors kultúraváltozással, illetve a gazdálkodás- és vállalkozásetika gyors változásával kell számolni, ha 1. a kultúra és a társadalom szisztémáján belül (lásd a komplexmodellt) minden behatolási ponton keresztül új értékek áramlanak a szisztémába; 2. a beáramló értékek egy és ugyanazon az beállítódásokon nyugszanak, ezért erejük meghatványozódik, különösen akkor, ha az új értékek a régivel szemben kevesebb önmegtartóztatást – kevesebb örömtelenséget – követelnek; 3. a behatoló szociokulturális értékek egy és ugyanazon idegen kultúra elemei, és a terjeszkedő idegen kultúra mögött erős gazdasági, katonai és politikai hatalom áll; 4. a saját kultúrába vetett hit megrendül, legyen ennek oka akár az önbecsüléshez szükséges valamilyen eredményélmény elmaradása, vagy akár a terjeszkedő kultúrabefolyás nyílt vagy burkolt igénye, miszerint gazdasági, politikai és/vagy katonai meggondolások alapján ajánlatos a terjeszkedő kultúrát a sajáttal szemben előnyben részesíteni.

### Viselkedési struktúrák
A viselkedési struktúrákon a viselkedők szubjektumait értjük. Ezek az ember (egyed, személy, individuum), az informális organizáció (primer vagy saját szervezet, saját társulás, csoport), a formális organizáció (szekunder vagy idegen organizáció – társulás, asszociálódás) és végül maga a társadalom. Ezek további elemzésénél célszerű Freud lelki élet struktúrájából kiindulni, mert ez lehetővé teszi a személy és a személyiség, valamint a társadalmi személy és a társadalmi személyiség közti különbség felvázolását.

#### Személy, személyiség, társadalmi személyiség
Sigmund Freud szerint van egy szubjektum (egy alany), amelyet természeti (ősi) erők az alapvető élet vagy létszükségletek kielégítése irányába hajtanak, késztetnek, motiválnak. A hajtóerők célja az élet fakasztása és fenntartása a halálon keresztül is, ami az újnak és fejlettebbnek biztosít életteret. Ez a folyamat csak akkor teljes, ha az élettérben a káoszhoz rendezettség társul. A rendeződést a társadalomban a normatívák, (a szabályok) elhivatottak biztosítani.
Ezek szerint a lelki élet struktúráját a következő tényezők alkotják:
- Szubjektum– cselekvő – alany – ember – individuum = ÉN vagy EGO
- Természeti (ősi) hajtóerők = ES, magyarul EZ vagy AZ.
- Normák – szabályok = Felettes-én – SUPEREGO vagy LELKIISMERET

A szubjektum az én, egy természetes személy, aki valahogyan viselkedik, de viselkedésének oka, miértje és hogyanja a szubjektum fogalmából még nem derül ki.
Az Es az énnel együtt már többet mond. Rávilágít arra, hogy a viselkedő szubjektumot ősi hajtóerők mozgatják az alapvető életszükségletek kielégítése felé, és ezzel megmagyarázza a cselekvés miértjét.
A normatív struktúrák eredményeként a felettes énbe kondicionált szabályok az individuális és társadalmi viselkedés rendezettségét testesítik meg, és magyarázatot adnak arra, hogy az ember hogyan, miért így és nem úgy – természetesen a saját kultúra értékei szerint – cselekszik.
A személy fogalmát úgy is meghatározhatjuk, hogy az organizációk – a formális és informális organizációk – a társadalmi kategóriák és társadalmi aggregátumok tovább nem osztható egyedei; a személyiség ugyanezek individuális karakterrel rendelkező egyedei. A társadalmi személy a személy azon oldalára utal, amely arra készteti, hogy társadalmi kapcsolatokat teremtsen és tartson fenn. Mondják, az ember társas lény.
A társadalmi személyiség megeleveníti a viselkedés miértjét és hogyanját is. Ehhez, a társadalmi személyiség fogalmához akkor jutunk el, ha figyelembe vesszük, hogy a társadalmi személy 
- motiváció alapján cselekszik,
- beállítódásaival, érzelmi és gondolkodási tendenciáival,
- egyöntetű társadalmi viselkedésével – viselkedési mintáival,
- társadalmi szerepeinek érvényesülésén keresztül

szövi és tartja fenn a társadalmi kapcsolatokat. Leegyszerűsítve úgy is mondhatnánk, hogy a társadalmi személyiség a társadalmi személy társadalmi szerepeinek gyakorlása közben.
A társadalmi személyiség a vállalkozás- és gazdálkodásetika alanya, mert emberbarát, kevésbé emberbarát vagy éppen emberellenes – és a mélylélektan törvényszerűségei alapján egyben önellenes – gazdasági döntései határozzák meg a vállalkozás- és gazdálkodásetika minőségét és egyben a társadalmi és gazdasági cél-összeférhetőség mértékét.

#### Társadalmi formációk, organizációk, társadalom
A társadalmin összetartozás jellegzetességét és fokát illetően négy szinten vizsgálhatjuk.
1. a társadalmi kategória (emberek egymás nélkül. A rendszerező gondolkodás eredményei. Pl. szőkék, nők, gyerekek, szegények)
2. a társadalmi aggregátum, (emberek egymás mellett. Pl. lakótelep, tömeg, járókelők, nézelődők)
3. a társadalmi formális (szekunder, idegen) organizáció (vagy asszociálódás, társulás egymással idegen autoritáson alapuló szabályzatok alapján), mint pl. iskola, vállalat, állam.
4. a társadalmi informális (primer, saját) organizáció (vagy csoport). (egymással informális normák alapján, mint pl. család, rokonság, baráti kör, bizalmasok köre, asztaltársaság, faluközösség)

Csak a formális és az informális organizáció tartozik a viselkedési struktúrákhoz, a társadalmi kategória és a társadalmi aggregátum nem, mert ezek nem szervezetek lévén szervezett egységként cselekvésképtelenek.
	Minden ember több társadalmi kategóriába sorolható. Ha egy ember gazdag, akkor nem csak vagyonos, hanem emellett még például vallásos vagy nem, jószívű vagy nem, férfi vagy nő és így tovább.
Összetett társadalmi kategóriák komplexitásából – ismertetőjegy-kombinációkból – képezzük a kategóriakomplexumokat. Társadalmi jelentőséggel bíró kategóriakomplexumokként ajánlkoznak a kisebbségek, a társadalmi osztályok és a publikumkategória. Ha mondjuk, egy színházi előadást az egyedek odahaza a televízió előtt egymástól elszigetelten nézik, akkor társadalmi kategóriáról (színházkedvelőkről) van szó. Ha a színdarabot színházban egymás mellett nézik, akkor társadalmi aggregátummal van dolgunk.
A saját és az idegen organizáció megkülönböztetésének gazdaságszociológiai jelentősége a szociális érzelmi védettség szempontjából lényeges. A saját organizáció az informális személyközi kapcsolatokon és ezek intim, érzelmi és tartós jellegén nyugszanak. Az ilyen jellegű kapcsolatok tartósan képesek biztosítani a szociális érzelmi védettséget, ami a testi és lelki egészség szempontjából fontos. A szociális érzelmi védettség különösen az öntudat, az erős én, kifejlődése szempontjából elengedhetetlen. Minél erősebb az én, annál mérsékeltebbek az agresszív, egoizmust és birtoklást szító belső hajtóerők. Az agresszió a vállalkozás, (a rámenősség), az egoizmus mértéke a profithajhászás, és a birtoklás az invesztíció hajtóereje. Az idegen organizáció formális rideg szabályaival általában nem képes a szociális érzelmi védettséget biztosítani. Hogy biztosítani képes e vagy nem, az a szociokulturális alapbeállítódásán múlik. Japánban a dolgozók a munkahelyet családjuk keretein belülinek tekintik.

#### Primer és szekunder társadalom
Ha a társadalmat az organizációk organizációjának tekintjük, akkor társadalom alatt az emberek egy behatárolt területre korlátozott organizált összességét értjük, akik saját kultúrájuk szabályzó erejére támaszkodva és organizációkba tömörülve felismerhető egységként szükségleteik kielégítése érdekében fáradoznak. Leegyszerűsítve azt is mondhatjuk, hogy a társadalom sajátos kultúrával rendelkező demográfiai egység.
A társadalom fogalmát más oldalról is megközelíthetjük. Az egymásra vonatkoztatott és egymást szervesen kiegészítő primer organizációk adják a primer társadalmat, amely szolidáris, konzervatív, tradicionális, kultúratisztelő, zárt és családias. A szekunder organizációk képezik a szekunder társadalmat, amely nyílt, dinamikus, individuális, mechanikus, alkalmazkodó, animális (és egyben anomális, azaz szertelenségre hajló), kontraktuális (szerződésszerű), komplex, indusztriális, kommerciális. Az aggregált kategóriákat aggregált kategóriák társadalmának és ugyanezt – mutatis mutandis – az aggregátumokkal kapcsolatban aggregált aggregátumok társadalmának nevezzük.
A szekunder társadalom (a nyílt társadalom) gazdálkodásetikájában a társadalom működőképességének szempontjából a társadalmi cél-összeférhetetlenség egyre nagyobb mértéke jelent komoly veszélyt. Soros György írja: "Én, aki a nemzetközi pénzpiacokon szereztem vagyonomat, ma attól félek, hogy a szabad versenyes kapitalizmus korlátlan terjedése és a piaci értékek behatolása az élet valamennyi szférájába a nyitott és demokratikus társadalmunk jövőjét fenyegeti. A nyílt társadalom fő ellensége ma már nem a kommunizmus, hanem a kapitalizmus fenyegetése."
A szekunder társadalom gazdálkodásetikájának romlása arra vezethető vissza – mint ahogy ezt Soros látja, – hogy a piaci értékek az élet minden területére behatolnak és erősen korlátozzák az informális társadalom meghitt védő szerepét. Az informális organizáció szerepcsökkenése valahol a család válságánál kezdődik és a rohanásban elvesző informális kapcsolatokon keresztül a társadalom atomizálásában és a munkanélküliség által fokozottan kiszolgáltatott munkavállaló szorongásában végződik. Ez a tézis a kulturális háttér sajátosságnak figyelembevételével érvényes. Ugyanis Európában és Amerikában például az informális vállalati organizációnak – a vállalaton belüli baráti kapcsolatoknak – nagyobb szerepe volt, mint Japánban, ezért itt, Európában és Amerikában, az informális organizáció védelmének egyre erősebb kiesése fokozottabb hiányérzetet fakaszt, mint Japánban, ahol a munkavállaló eleve a formális organizációt tekinti második otthonának.
Úgy néz ki, hogy a szekunder társadalom a neoliberális-monetáris gazdaságfilozófia előretörésével óriási problémákat zúdított a primertársadalomra. Magyari-Beck István ezt így jellemezte: „Egy szép napon átlépjük a mágikus 50 százalékos határt, miáltal a lakosok többsége szó/de nem szándéka/ szerint ingyenélővé válik. Bekövetkezik az, ami a császárkori Rómában a dolgok mindennapos rendje volt, hogy tudniillik, »az istenadta nép« lebzseléssel és sűrűn ismétlődő vezérválasztásokkal tölti jobb sorsra érdemes idejét. Az úgynevezett demokrácia csak cifra lótakaró lesz a demagógusok által mozgatott, csürhévé züllött társadalomban.” Az alábbi idézetek alátámasztani látszanak Magyari Beck aggodalmát.
„A nyugati országokat az a veszély fenyegeti, hogy a szovjetrendszer összeomlását saját gazdasági rendjük győzelmeként fogják fel és ezért nem törődnek annak szükséges korrekciójával.”
„A tőkés társaságok szabadságjogait képviselő libertariánizmus bajnokai kitörő örömmel fogadták a szovjet birodalom 1989-es széthullását. Mindezt a szabad piac győzelmének tekintették.”
„A marxista államkapitalista rendszer, mint egy kártyavár, összeomlott. Most a liberális kapitalista rendszer is az összeomlás szélén áll. Korunk legkiválóbb és legismertebb szociológusai az 1970-es évek elejétől kezdve, a sötét éjszakában, a szakadék szélén, lámpa nélkül rohanó autóhoz hasonlítják a nyugati társadalmat.”
„A szovjet birodalom bukása nem a Nyugat diadala volt, hanem a modern ipari tömegtársadalmak globális válságának kezdete, a technológia diktálta világrend egyensúlyvesztése, amit rövidesen még súlyosabb és kevésbé békés földcsuszamlások követnek.” Ennek egyik okára Garai László (pszichológus) mutat rá: „A legfőbb érték az ember. Eközben azonban a gazdasági számításokban nem emberi, hanem csakis anyagi értékek szerepelnek... Ebbe belefér az is, hogy ha egy rezsim pl. a politikai érdekeket éppen többre tartja a gazdaságinál, akkor ennek oltárán gazdaságilag észszerűtlenül anyagi értékeket áldoz, meg az is, hogy ha a rezsim történetesen gazdasági tűzoltással foglalkozik, ennek érdekében emberi értékeket szórnak a tűzre, hogy fészkét eltömítsék.”

#### A primer és a szekundertársadalom egyensúlyvesztésének következményei
A primer és a szekunder társadalom alapvető problémájára az előbbi idézetben Beszteri Béla mutat rá: A világ gazdasága az extrém gyors technikai fejlődés következtében gyökereiben változott meg. A változás magával rántotta a társadalmat, szociológiai szempontból olyan értelemben, hogy az egyensúly a primer és a szekunder társadalom között a szekundertársadalom aránytalan előnyére változott meg. Ezt a változást a fejlett államok az amerikai politikai, katonai, és gazdasági befolyás hatására a törvényhozáson keresztül feltétel nélkül támogatták. Az Európai Unióba való belépés előfeltétele is a jogharmonizáció, ami nem egyéb, mint a szekundertársadalom elvi lényege, a piaci mechanizmusok harmóniát teremtő képességébe vetett hit jogszabályokon keresztüli elismerése. Az érintett államok elfogadták a szekundertársadalom felsőbbrendűségét annak ellenére, hogy a gyökeres változások során számos pénzforrástól elestek és a többség nem gondoskodott arról, hogy a pénzszűkét más forrásból konzisztens módon pótolja. Ha pótolták is, tették ezt nem konzisztensen a primertársadalom terhére a jövedelmek fokozott megadóztatásával, és az egész társadalom terhére hiteleket felvételével. Az eladósodás a pénzügyi körök befolyásának növeléséhez és a nemzeti szuverenitás permanens beszűküléséhez vezetett, aminek egyenes következménye a világpolgárság elvi előnybehelyezése az állampolgársággal szemben. A világpolgár mindenütt otthon van, de gyökerei nincsenek: Minél szűkebb és átláthatóbb egy közösség struktúrája, annál nagyobb a szociokulturális érzelmi védettség és annál stabilabb a testi-lelki egészség. A világpolgár szociokulturális keretei túl nagyok ahhoz, hogy a szociálemocionális védettséget biztosítani lenne képes.
A polgárok jövedelme a piacon keresletként jelentkezik. A jövedelmek egyre nagyobb adóztatása keresletcsökkenéshez vezet, ami természetesen a termelésre negatívan hat és további munkanélküliséget eredményez. Ez a munkanélküliség ördögi köre.

### Normatív struktúrák
A normatív struktúrák a szociokulturális alappár – a bázisdualizmus – normatíváiból adódnak. A normatív struktúrákhoz tartozik a szociális szerep, a szociális szerepszisztéma, az intézmény és a kultúra.

#### Norma és szociális szerep
A szociokulturális alappár logikájából adódik, hogy ha viselkedési mintákról van szó, akkor normákról is, és fordítva. Didaktikai szempontból előnyösebb, ha a normatív struktúrák első elemét – a szociális szerepet – nem a normákból, hanem a viselkedési mintákból kiindulva közelítjük meg. Példának az anya szociális szerepét vesszük. Ezt az anya viselkedési mintáin keresztül mutatjuk be.
Minden viselkedési minta a viselkedés mozzanataiból tevődik össze. Természetes, hogy egy viselkedés minden mozzanatát felsorolni aligha lehet, de erre nincs is szükség. A szociális szerep összetevőinek ismerete lényeges: a viselkedési minta a viselkedés egymásra vonatkoztatott, azaz az egymást szervesen kiegészítő viselkedési mozzanatokból tevődik össze, míg a szociális szerep az egymásra vonatkoztatott viselkedési mintákból. Az anya esetében egy viselkedési mozzanat például a szoptatás módja, mondjuk, hogy egy anya nyilvánosan szoptat, illetve szoptathat vagy nem, milyen a szoptatás időbeosztása, hogy kétóránként vagy ritkábban, vagy csak akkor szoptat, ha a csecsemő éhes, ha sír. Nem mindegy, hogy a társadalmi értéktételezés következtében az anya egyáltalán szoptat-e, vagy éppen divatos, hogy a természetes csecsemőtáplálás csupán másodrendű.
Ha az egymásra vonatkoztatott és egymást szervesen kiegészítő viselkedési mintákat – normákat – észszerűen egymás mellé helyezzük, akkor a szociális szerephez jutunk el. Egy embernek számos szociális szerepe van, legalább annyi, ahány informális és formális organizációban tevékenykedik. A legalább kitétel úgy értelmezendő, hogy a szociológia definíciója szerint minden formális és informális organizációban vannak szociális szerepek, és mutatis mutandis egy organizációt többek között strukturáltsága és a szociális szerepek jelenléte teszi organizációvá. A legalább azt is jelenti, hogy az embernek egy organizációban több szerepe is lehet, s mi több, az organizációkon kívüli, társadalmi formációkban is lehetnek és vannak szociális szerepei, amennyiben érvényben hagyjuk a szociális szerep fogalmának azon részét, mely kimondja, hogy minden szociális szerep társadalmi elvárásokon nyugszik. Nézzük meg ezt közelebbről.
Egy anya a családban nemcsak anya, hanem feleség, szerető, barátnő, ápolónő stb., és ezekkel a funkciókkal kapcsolatos társadalmi elvárásoknak tesz eleget vagy nem. Az anya ugyancsak társadalmi elvárások alapján munkahelye funkciójának megfelelő viselkedési mintákat valósít meg, miközben nemcsak beosztott vagy főnök, és mint ilyen nemcsak barátnő, hanem esetleg kulturális rendezvények szervezője vagy könyvtáros is. De az anyának nemcsak organizációkban van funkcióinak megfelelő szerepe, hanem társadalmi formációkban is, például egy aggregátumban – egy lakótelepen – is, ahol a lakótársak elvárásainak megfelelően illik viselkedni. Az anyának vállalnia kell a lakótárshoz fűzött elvárásokon nyugvó szerepet is. Sőt, egy társadalmi kategórián belül – annak ellenére, hogy ebben az esetben az emberek fizikai közelsége nem adott – vannak társadalmi elvárások. Ha a példánkban szereplő anya mondjuk orvos, akkor alkalmazkodnia kell az orvosokkal szemben támasztott társadalmi elvárásokhoz is.

#### Intézmények és dominánsintézmények
Az intézményhez a szociális szerepszisztéma alapján jutunk el. Szociális szerepszisztémán egymásra vonatkoztatott és egymást szervesen kiegészítő szociális szerepek sorát értjük, amely arra van hivatva, hogy egy komplex társadalmi célt szabályozzon.
Számos intézményt ismerünk. A legfontosabbak azok, amelyek minden társadalomban léteznek; a család intézményén kívül a nevelés és képzés, a gazdasági, a politikai, a vallási és a szabadidő, illetve pihenés intézménye, és mindezek alintézményei. A család intézményén belül például a következő alintézmények léteznek: udvarlás, hozomány, kapcsolatlegalizálás (házasság), sógorság, terhesség, szülés, gyermekgondozás, temetkezés, öröklés és gyász stb.
Vannak vezér-, domináns vagy központi intézmények, amelyek egy kultúrán belül különleges megbecsülést élveznek. A domináns intézmény ismerete sokat mond egy társadalom értékrendjéről, társadalmi és gazdasági berendezkedéséről. Spártában például a nevelési intézmény, a középkori Európában a vallási intézmény, diktatúrákban a karhatalom intézménye, a klasszikus kapitalizmus idején a gyártás/termelés intézménye volt a legfontosabb. Egy monetáris elveken nyugvó társadalmi és gazdasági rendben azok az intézmények különösen fontosak, amelyek valamilyen legitimáció alapján pénz fölött rendelkeznek.
Minél fontosabb egy intézmény, annál megbecsültebbek azoknak a szociális szerepei, akik ezekben dolgoznak. A fontosság fokát a kereseti lehetőségek tükrözik vissza. Például egy monetáris elveken nyugvó társadalmi berendezkedésben egy pénzintézeti takarítónő többet kereshet, mint egy pedagógus.
Ez a dolgok „fejre állításán” – a mammonizmusnak megfelelő társadalmi értékek totális átrendezésén – nyugvó monetáris gazdálkodás- és vállalkozásetika egyik igen lényeges és sarkalatos pontja, mert az elvi háttérben meghúzódó és a dolgokat lényegében félreismerő beállítódás súlyos szerepkonfliktushoz és szerepzavarhoz vezet.

#### Domináns-intézményi szerepzavar és a piacosítás
Az intézmény a kultúra alkotóeleme. Viszont az intézményesítés és a vezér- vagy domináns intézmény(ek) kialakulásával kapcsolatban az államnak fontos szerepe van (lenne). Az állam például a törvényhozáson keresztül a nevelés és oktatás intézményének rangját a bankok intézményének terhére úgy emelheti, hogy a bankok fényűző luxusát – pl. márványpaloták építését – megadóztatja, s ezzel párhuzamosan bevezeti a pedagógusi alkalmassági vizsgát és a pedagógusok bérezését úgy rendezi, hogy a legértékesebb személyiségek ne vándoroljanak el a privátgazdaságba vagy éppen külföldre. Az állam, pontosabban az államhatalmat megtestesítő személyek azonban többnyire képtelenek a trenddel szemben úszni. Soros György ezt a találóan így jellemezte: „Globális társadalomban élünk, amelyet az áruk és szolgáltatások szabad kereskedelme mellett a szabad tőkeáramlás jellemez. A különböző országok kamatlábai, átváltási és tőzsdeárfolyamai szoros kapcsolatban állnak egymással, a világ pénzpiacai pedig óriási hatást gyakorolnak a gazdasági körülményekre. A fenti rendszer sok szempontból elhibázott. Mindaddig, amíg a kapitalizmus az első számú társadalmi rendszer, a pénz utáni hajsza felülemelkedik minden társadalmi megfontoláson. A gazdasági és politikai szabályozások életképtelenek.”
Ha a gazdaság intézménye domináns intézménnyé válik, akkor a nem domináns intézmények megkísérlik azokat a viselkedési mintákat megvalósítani, amelyeknek a gazdasági intézmények sikereiket köszönhetik, azaz elkezdenek a piaci mechanizmusok követelményei szerint gondolkodni és cselekedni. És ez a szerepzavar – a piacosítás behatolása az élet minden területére – katasztrofális következményekkel jár.
„Vannak közösségi és minőségi szükségletek, amelyeket nem lehet a piaci mechanizmusokkal kielégíteni; vannak olyan fontos emberi szükségletek, amelyek nem tartoznak a piac logikájához, vannak olyan javak, amelyek természetükből eredően nem is lehetnek adásvétel tárgyai.” Kocsis Tamás kiegészíti a Centesimus Annus Enciklika állásfoglalását és felsorolja azokat a tényezőket, amelyek nem lehetnek adás-vétel tárgyai.
Az élet minden területére kiterjedő piacosítás szerepkonfliktusok és szerepzavarok tömegét hozza magával. Példaként említjük az egészségügyet, az oktatást és a nevelést. Ezeket a társadalmat formáló tényezőket – a többi hasonló jellegűvel együtt – nem lehet gazdasági viselkedési mintákra – piacosításra – építeni. Ha igen, akkor ez csak szerepzavar árán lehetséges, mert a nevezett intézmények jellege alapvetőn különbözik a gazdasági intézmények szerepétől. Ha mégis átveszik a gazdasági intézményekre érvényes viselkedési mintákat, ha elkezdik utánozni azokat, vagy ha kényszerítik őket a gazdaságban szokásos szerepek megvalósítására, akkor elkerülhetetlenül megváltozik az intézmények eredeti célja, a szerepkonfliktusok és a szerepzavarok sokasodnak.
A gazdasági intézményekben helyénvaló viselkedési minták alkalmazása az oktatási és nevelési intézményekben – különösen az általános és középiskolákban – a gazdasági racionalizmusra jellemző száraz – az úgynevezett tárgyiasí¬tott – gondolkodás előrenyomulását jelenti. Ez kizárja a nevelésben elengedhetetlenül fontos érzelmi kötődéseket és az informális kapcsolatok érvényesülését. A teljesítményre való motiválás helyett bevezeti a gazdasági intézményekre jellemző szigorú teljesítménykényszert és gátolja az oktatási és nevelési intézmény eredeti szerepmegvalósítását azon keresztül is, hogy a szereptévelygés egyszerre két szerepzavart zúdít az intézményre: Egyrészt a leírt alapvető probléma jelentkezik azon keresztül, hogy a gazdaságra jellemző viselkedési mintákat alkalmazzák az oktatás és nevelés intézményében, másrészt a felnőttek viselkedési mintáit alkalmazzák serdülőkre. Tragikus ismerethiányra kell következtetnünk, mert „a felnőttek viselkedési mintái, éppen úgy, mint a kulturális innovációk, más szabályoknak vannak alávetve, mint a nevelés” 
„Az általános személyiségképzést, amennyire csak lehet, mindenütt a polgári viszonyokhoz igazított képzés elé kell helyezni.” És „minden nevelésre irányuló aktivitás középpontjában az embernek kell állnia, anélkül, hogy ezeknek az aktivitásoknak valamelyike szándékozna mást elérni, mint hogy a személyiség erejét növelje, és hogy az ember lényének értékeket és állhatatosságot adjon”.
Az ifjúság gyakorlatiasságra való nevelése nem jelentheti a gyakorlatiasság fetisizmusát. Az oktatás és a nevelés eredményességét kizárólag azon keresztül mérni, hogy ez mennyiben felel meg a gazdaság racionális érdekeinek, és nem azon keresztül, hogy az intézményből kikerülő egyénnek milyen a személyisége, hogy milyen ember, és hogy milyen értékű társadalmi személy, hogy milyen társadalmi kapcsolatokra és társadalmi folyamatok beindítására és fenntartására képes, akkor úton vagyunk az animális társadalomhoz felé, vissza a vadonba. Magyari Beck írja, hogy „a »gyakorlatiasság«... nem tett egyebet, mint a gyakorlat fogalmát a látható, külső eljárásokra redukálta, s az emberi értelem, valamint a személyiség belső kultúrájának a befolyásolásától a praktikum minden attribútumát megtagadta, haszontalan és hiábavaló elmélkedésnek nevezte.”
„A természet úgy akarja, hogy a gyermek legyen gyermek, mielőtt felnőtt lesz. Ha ezt a rendet fel akarjuk forgatni, korai gyümölcsöt fogunk aratni, amely éretlen és íztelen lesz, és hamarosan meg fog romlani.”
A gazdasági racionalizmus gyakorlatiassága oda vezetett, ahol vagyunk. Körülöttünk egy olyan világ, amelynek jelenlegi jövőképe erkölcsi elkötelezettség nélküli üzletemberek – világpolgárok – profitorientált szociális szerep-megvalósításainak függvényében jelenik meg.

### Kultúra és kultúrakomplexum
A kultúra az egymásra vonatkoztatott és egymást szervesen kiegészítő intézmények sora, amelyen a szociokulturális – a társadalmi – valóság nyugszik, és amelynek a gazdaság intézményében a gazdálkodás- és vállalkozásetika felel meg.
A kultúra ugyan a szociokulturális valóság esszenciája, mégsem egészen azonos azzal. A kultúra szélesebb fogalma magában foglalja a technikai normatívákat és a kultúra anyagi vonzatát is. Ezt a szélesebb kultúrafogalmat kultúrakomplexumnak nevezzük.

#### A kultúra anyagi vonzata
Azok a kultúrától függő termékek – az erkölcsi/szellemi/ideális kultúrjavakon túlmenően –, amelyek előállítását egy bizonyos kulturális szint, illetve kulturális környezet teszi lehetővé, a kultúra anyagi vonzataként értékelendők. Ezek a javak hűen tükrözik a szociokulturális értékeket. Nem mindegy, hogy egy kultúra milyen anyagi javakat képes és akar előállítani: bunkót vagy atombombát, lovas kocsit vagy lökhajtásos harci repülőgépet, rózsafüzért vagy szexuális izgatószereket. A kultúrszint elsősorban arra ad választ, hogy a társadalom egy bizonyos fejlődési fokon mi mindent, milyen minőségben és milyen mennyiségben lenne képes előállítani. Abban, hogy valóban mit, milyen mennyiségben, milyen áron állít elő, megnyilvánul a korszak gazdálkodás- és vállalkozásetikája.
.

#### Technikai normatívák
Azokat az előirányzott viselkedési mintákat, fogásokat, technikákat, amelyekkel egy adott kultúrán belül az ember környezetét alakítja, beleértve a kultúrtárgyak előállítását is, technikai normatíváknak nevezzük. A technikai normatívák segítségével az ember egy művi környezetet teremt, mely az ember és természetes környezete közé ékelődik, és amely idővel óriási mértékben befolyásolja a kultúra normatív-erkölcsi magját. Technikai normatívákat a bázisdualizmus elve alapján viselkedési mintákként is fel lehet fogni. A technikai viselkedési minták azt mutatják, hogy a környezet átalakítását a technika fejlettségéhez mérten az aktuális konszenzus alapján milyen optimálisnak vélt módon lehet elérni.
Az optimálisnak vélt módszer, amivel konszenzus alapján a környezetet át lehet alakítani, tanulságos lehet a gazdálkodás- és vállalkozásetika megítélése szempontjából. Például nem mindegy, hogy a halászat milyen technikára támaszkodik, botra, hálóra vagy két tengerjáró hajó közé kifeszített hálóra, amely módszerrel néhány nap alatt öblöket lehet lehalászni. Az sem mindegy, hogy az őserdőt baltával és kézi fűrésszel vagy motorfűrésszel és buldózerrel irtják ki.
A technikai normatívákat egy emberközpontú társadalomban elsősorban lehetőségeknek kellene tekinteni, amelyek alkalmazása magasabb erkölcsi szinten, – ha van ilyen – nem fajulhat el a lehetőségek korlátlan kihasználásáig. Az eddigi példákon felül fontos lehet a szempont, hogy haladásról akkor beszélhetünk, ha a technika az embert nem zárja ki a termelési folyamatból. Ha kizárja, baj van a kultúrával, a gazdálkodás- és vállalkozásetikával.

#### Mi marad az emberből?
2000. június 26. az amerikai elnök és az angol miniszterelnök közösen jelentették be, hogy sikerült az emberi gének jeleit megfejteni. (ORF2, 22 óra) A bejelentést követő elemzésben rögtön rámutattak arra, hogy ez az intellektuális teljesítmény, – mint minden tudományos eredmény – egyrészt az embert fogja szolgálni, másrészt szélesre tárja a kapukat egy ma még horrornak számító társadalmi és gazdasági rend előtt. Ami a gazdálkodás- és vállalkozásetikát illeti, lehetőség nyílik arra is, hogy egy munkaadó, mielőtt egy alkalmazottat felvesz, az ehhez szükséges iratok, bizonyítványok és más iratok mellett a kérvényező DNS-analízisét is bekérje abból a célból – a kommentátort idézzük – „nehogy meglepetés érje és az alkalmazott negyvenéves korában szívinfarktust kapjon, mert az neki sokba kerülhet”.
„Az ellenállóbb és több termést biztosító vetőmagok utáni kutatás eredménnyel járt, és ennek piacosításával egy új profitszerzési lehetőség nyílt meg. Magasabb terméshozamú vetőmagok kikísérletezésének és alkalmazásának csak akkor van értelme, ha a többlettermelés az éhezők és éhező kontinensek javát szolgálná, – ha lenne, aki ezt finanszírozza.
A paraszt, aki a nemesített vetőmagokat megvásárolta, tette ezt annak reményében, hogy a rá nehezedő termelési válságban jobb versenyhelyzetbe kerülhet. Természetesen a paraszt a nemesített vetőmag termését nem használta fel teljesen, hanem mint ahogy ezt egy gondos gazda teszi, annak egy részét félretette a következő évre vetőmagnak. A vetőmagtermelő vállalkozási szféra reakciója egy pillanatot sem késlekedett, rögtön nekiláttak olyan vetőmagok tenyésztéséhez, amelyek csak egyszer vethetők, mert az öröklési információkat továbbadó génstruktúrát a profit biztosítása érdekében mesterségesen megváltoztatták. De ez már nem gazdaság, pontosabban nemcsak gazdálkodás, hanem sokkal inkább az evolúcióban erkölcsileg visszamaradt ember gazdálkodás- és vállalkozásetikája, illetve gondolkodásmódja.
Világszerte nagyszabású kísérletek folynak a klónozással és az intelligens robotok tervezésével. A kutatások fantasztikus eredményekhez vezetnek. Az Amerikai Egyesült Államokban már robotokat használnak a kórtermekbe való étel- és orvosságszállítására. A robotok helyettesítik a z embert. A mesterséges intelligencia mellett az ember végül is mint kellék marad vissza.
Egy emberközpontú szemléletben különösen a gazdálkodás- és vállalkozásetika szempontjából nem mindent szabad megvalósítani, ami lehetséges. Ennek az elvnek a jelentősége a technika rohamos fejlődésével párhuzamosan növekszik.
Konrad Lorenz leszögezi, hogy a tudomány nem boldogságot, hanem szerencsétlenséget hozott az emberiségre. Hangsúlyozza: nem a tudománnyal van a baj, „hanem azzal – legalábbis napjainkig, – hogy kevés hatalmat adott kezünkbe magunkkal szemben”. 

### Társadalmi folyamatok, deviancia, ellenőrzés és szankcionálás
Társadalmi folyamatokat a társadalmi mechanizmusok vezérlik. Társadalmi mechanizmusok akkor érvényesülnek, ha emberközi kapcsolatok jönnek létre. Legalapvetőbb társadalmi mechanizmusok a differenciálódás és az integráció.
Társadalmi folyamatokat lényegesen befolyásolják a szociokulturális alappár viselkedést szabályzó szerepének megsértése, amelyet elhajlásos viselkedésnek nevezünk. Az elhajlásos viselkedésnek a következő típusait érdemes megemlíteni:
- Nonkonform viselkedés esetében a személy a normát nem tartja méltányosnak, célja az autoritás elismerése mellett a norma és a társadalmi cél megváltoztatása.
- Aberráns viselkedés esetében a személy az autoritást és a norma érvényességét elismeri, a méltányosság és a társadalmi cél nem érdekli, egyéni célja, hogy az elhajlás ne derüljön ki, és szankciók nélkül megússza.
- Rebellis viselkedés esetében a rebellis személyt aligha érdekli az érvényesség és a méltányosság. A társadalmi célt/célokat, normát/normákat agresszív alapbeállítódása révén ideológiai racionalizálással vagy csupán magatartásán keresztül támadja. Fő célja az autoritás leküzdése, lejárattatása.

#### Társadalmi kapcsolatoktól a társadalmi folyamatokig
A társadalmi státusszintek és szociális szerepek által képviselt társadalmi kapcsolatrendszereket a kommunikáción keresztül érvényesülő interakció – az egymásra hatás, az egymás befolyásolása – formálja társadalmi folyamattá. A társadalmi folyamat eredménye egy konszenzus, amely a társadalmi valóságot határozza meg, azt, hogy mi a "jó" és mi a "rossz". És ez döntően befolyásolja a gazdálkodás- és vállalkozásetika alapelveit. A gazdálkodás- és vállalkozásetika alapelvei már értéktételezett társadalmi és gazdasági folyamatokat indítanak el és tartanak fenn, mert ezekben már a "jó" követése és a "rossz" kerülése lényeges szerepet játszik.
Az értéktételezett társadalmi folyamatok lehetnek 
- konjunktív, funkcionális, konstruktív, társadalmat összetartó jellegűek, amelyek konjunktív társadalmi és gazdasági folyamatokat indítanak be és tartanak fenn, és lehetnek
- diszjunktív, diszfunkcionális, destruktív, társadalmat szétziláló jellegűek is.

A konjunktív társadalmi folyamatok eszközei az együttműködés (kooperáció), az alkalmazkodás (akkomodáció, koegzisztencia), az áthasonlás (asszimiláció). A diszjunktív társadalmi és gazdasági folyamatok eszközei a konfliktus, destrukció (kontravenció) és a konkurencia(harc).

#### Társadalmi folyamatok és az ember ambivalens (ellentmondásos) természete
Az ember ellentmondásos természetének lényege, hogy az ember keresi a feszültséget, az izgalmat, a kalandot, és ugyanakkor nyugalomra, békességre, feszültségmentességre vágyik.
A feszültségkeresés szükséglete még abból az időből származik, amikor az ember a természeti erőkkel a túlélésért állt harcban. A harcra való alkalmasságot – az agressziós potenciál tartós szintjét – a vérben egy bizonyos adrenalinszint biztosította/biztosítja, ami az embert magasabb teljesítményekre – védekezésre, akadályok leküzdésére – tette/teszi képessé.
Az evolúció azonban a társadalmi és gazdasági fejlődés mögött tragikusan lemaradt, és ez alapjaiban befolyásolja a társadalmi kapcsolatok és folyamatok minőségét. 
Míg az ember a természettel szemben kétes értékű, már majdhogynem totális „győzelmet” aratott, az evolúció nem gondoskodott az agressziófelesleg indokolt visszafejlődéséről. Az embernek alkalmasnak látszó biológiai organizáció még mindig úgy érzékeli, hogy azzal az intenzitással kell harcolnia, küzdenie, győznie, mint annak idején, amikor minden bokorból vadállatok leselkedtek rá. Ebben a ma már túlzottnak tekinthető védekezési készségben keresendő többek között a háború oka. Igaz az a mondás, hogy a legjobb védekezés a támadás. A túlzott védekezési készséget általánosítva a háborúskodásra való készséggel lehetne jellemezni. A háborúskodás formáinak gyűjteményében található a konkurenciaharc is.
A túlzott védekezési készség generális ellenszere csakis az énerő szintjének emelése, az önszervezési képesség és készség fejlesztése – a befejezetlen teremtés ember által való befejezése – lehet, mert az én erősödésével növekszik a frusztrációs tolerancia (a csalódások elviselő képesség) és csökken az agressziós készenlét. És itt, ebben a tekintetben mondott csődöt az emberi értelem, aminek következményei gazdálkodásában, annak etikájában nyilvánulnak meg legélesebben.

#### Az ambivalencia feloldása és a kapitalizmus
Leon Festinger az ellentmondások feloldásának lehetőségeit két pontban foglalta össze. Egy ellentmondásokkal küzdő embernek egyik lehetősége, hogy a meglevő ellentmondásos szisztémát kognitív (tudatos) tartalmakkal – indoklásokkal – egészítse ki. Az indoklás rendszerint a pszichológiából ismert racionalizálással – a megmagyarázom a bizonyítványomat módszerrel – történik, aminek célja, hogy a disszonanciát észszerűsítési törekvésekkel bagatellizálják, jelentőségüket lekicsinyítsék vagy arra utaljanak, hogy az ellentmondás csupán látszólagos. A másik lehetőség, hogy a disszonancia érzelmi átállásokhoz – beállítódások változásához, személyiségváltozáshoz – vezet, ami tömeges jelenségként a kultúra és az ezzel szorosan összefüggő gazdálkodás- és vállalkozásetika változását vonja maga után.

#### Kapitalizmus, disszonancia, munkanélküliség, deviancia és társadalmi folyamatok
Menyhay Imre elemezte, hogy a tartós munkanélküliség a kognitív disszonancia hatására milyen személyiség- és társadalmi változásokhoz kell hogy vezessen. Az elemzés során nyilvánvalóvá válik, hogy a társadalmi folyamatokat erősen zavaró bűnözés növekedését, a kábítószerezést és a szekták terjedését nem lehet a szabadság árának tekinteni, mint ahogy ezt a neoliberális ideológiát képviselők egy része teszi, hanem sokkal inkább egy meghatározott és jól körülírható társadalmi és gazdasági rend egyenes következményének kell tekintenünk.
Menyhay Imre a kognitív disszonancia működési elvének bemutatását – a gazdaságszociológia vonatkozásában a munkanélküliség ördögi körének illusztrálása céljából – disszonanciasorozatra építi fel. Két alapvető ellentmondásból indul ki. Az egyik a társadalom beállítódása a munkanélküliekkel szemben, a másik a munkanélküli beállítódása a munkanélküliséggel – a társadalmi beállítódással – szemben. Ami a társadalmi beállítódást illeti, mondhatjuk, hogy a munkanélkülieket legalább a gyanú, ha nem a kitaszítottság légköre veszi körül. A társadalom fenntartásokkal kezeli a munkanélkülieket, és ez annyiban indokolt, hogy tartós munkanélküliség esetén a csürhésedés szinte elkerülhetetlen. A munkanélküli pszichikus problémája a pozitív önkép szükségletéből fakad, nevezetesen abból, hogy szinte lehetetlen a saját pozitív önkép fenntartása érdekében egy társadalmi konszenzuson nyugvó előítélettel hathatósan szembeszállni.
A munkanélküli negatív sztereotípiája erősebb a munkanélküli pozitív önképigényénél, mert kívánsága, pozitív önképigénye képtelen a társadalmi konszenzust megváltoztatni. A kognitív disszonancia ereje viszont a munkanélkülit az ellentmondásból fakadó feszültség csökkentésére ösztönzi, amelyet nem tud megoldani, mert válassza bármelyik lehetőséget is, az önellenesség és a társadalomellenesség elkerülhetetlen. Ha a munkanélküli a társadalmi negatív beállítódást a munkanélküliekkel szemben elfogadja, munkakerülő lesz és antiszociális beállítódásán keresztül válik a társadalom ellenségévé; ha nem fogadja el, akkor kerülő út keresése nélkül a társadalomellenességnél köt ki, ami neki sem jó, de ez aligha tudatosodik.
A munkanélküli a disszonanciát úgy is elkerülheti, hogy úgy a társadalmat, mint a munkanélküliséget elfogadja. De ebben az esetben a társadalom beállítódását a munkanélkülivel szemben is el kell fogadnia, ha nem akar újabb ellentmondásba keveredni. Ez pedig azt jelenti, hogy a rosszat, a bűnözést is el kell fogadnia.
Ha a munkanélküli a munkanélküliséget úgy utasítja el, hogy a társadalmat elfogadja, akkor is súlyos ellentmondásba keveredik. A disszonanciát csak racionalizálással, a valóság elűzésével, kábítással, alkoholizmussal és kábítószerezéssel képes enyhíteni, vagy úgy, hogy vigaszt és szociális érzelmi védettséget keres, és rendszerint talál bűnügyi szervezetekben és a szekták közösségeiben.
A társadalmi folyamat tragédiába torkolása komplett.

#### Társadalmi folyamat és ellenőrzés
A viselkedésre való hatásgyakorlás társadalmi folyamatban zajlik, amely mögött a folyamat fenntartására alkalmas társadalmi struktúrák húzódnak meg. Úgy is mondhatjuk, hogy a jelzett hatásgyakorlás egy társadalmi folyamat, amely további társadalmi folyamatokat indít be és tart fenn. Ezt a folyamatot társadalmi ellenőrzésnek és szankcionálásnak nevezzük.
A társadalmi ellenőrzés és szankcionálás arra törekszik, hogy az elhajlások száma és súlyossága elviselhető határok között maradjon. Ha a kultúra konzisztens, a szocializáció során a tartós és rendszeres ellenőrzés és szankcionálás – kondicionálás – a normák internalizálásához – bensőségessé válásához – vezet, ezért a további folyamatos ellenőrzés és szankcionálás ráfordításai minimalizálhatók.
Az ellenőrzés és szankcionálás egymást kiegészítő és bizonyos szinten egymást helyettesítő fogalmak. Az ellenőrzés a felügyeleten túlmenően szankcionálási feladatokat is betölt, mert az animális hajtóerők korlátlan érvényesülése ellen hat, azaz egy deviáns viselkedés lehetséges negatív következményeivel kapcsolatban legalább latens tudatot eredményez. A szankció viszont az ellenőrzés egyik eszközének fogható fel, mert már a szankció kilátásba helyezése képes lehet a viselkedést mederbe terelni.
A következő ellenőrzési formákat különböztetünk meg:
- Szerepkonform-ellenőrzés alatt azoknak a szerephordozóknak a felügyelését értjük, amelyeknek az ellenőrzés a kulcsszerepük. Ilyenek a társadalmi formális ellenőrzésre specializált organizációk: rendőrség, gyámhatóság, diszciplináris bizottságok, állami és privát revíziós bizottságok, privát biztonsági szervek, stb.

Amilyen mértékben kicsúszik az ellenőrzés és szankcionálás az állami szervek kezéből és a privát organizációk kezébe kerül, olyan mértékben érvényesülnek a privát biztonsági szervek feladataival összhangban álló privát érdekek és annál inkább háttérbe szorul a kollektív érdekek képviselete, a biztonság és közbiztonság, és annál nagyobb a lehetősége annak, hogy privát biztonsági szervek az állami biztonsági szervek működését megbízóik védelmében akadályozzák.
Nézzük meg, hogyan állunk ezzel a kérdéssel:
„Amikor a bírságoló rendőrt megkérdezi a megállított autóvezető, hogy mennyit keres, és a bírság összegét gúnyosan megtoldja egy nagy címletű bankjeggyel, mondván, hogy ezzel kívánja a rendőrség nyugdíjintézetét támogatni, ekkor és hasonló esetekben joggal érezhetjük magunkat egy inkonzisztens társadalomban. Ebben az intézményesített szociális szerepek bizonyos hordozói más szociális szerepek hordozóival szemben gorombán hátrányos helyzetbe kerültek, amelynek gazdasági, gazdálkodás- és vállalkozásetikai vonzatát lehetetlen nem látni. Nyilvánvaló, hogy a leírt eset – amely nem fantázia szüleménye – bizonyos szociális szerepek fel- és bizonyos szociális szerepek leértékelését fejezi ki. A fel- és a leértékelés ilyen fokú elfajulása mögött bizonnyal a szociokulturális értékrend egyensúlyának oly mértékű felborulása áll, amely nem elszigetelt jelenség, hiszen a megbírságolt autóvezető azzal a bizonyossággal lépett fel, hogy viselkedése – amennyiben a rendőrség nyugdíjintézetét kívánja szolgálni – nem büntethető. A liberalizmus félremagyarázása mint társadalmi és gazdasági jelenség rányomja a bélyegét a hétköznapok praxisára is.”
- Atipikus ellenőrzés alatt azokat az ellenőrzési módozatokat értjük, amelyeket olyan szerephordozók gyakorolnak, amelyek kulcsszerepe nem az ellenőrzés. Ilyenek a család, a szomszédok, az egyházközség, a baráti kör, a nyilvánosság stb.Nézzük meg, hogyan is állunk ezekkel a tényezőkkel.

Kísérleti személyek feladata volt, hogy egy forgalmas utcán parkoló autót összekarcoljanak, letépjék az antennáját, letörjék a visszapillantó tükröt, betörjék az ablakokat stb. Az emberek közömbösen mentek el a látottak mellett, és hosszú ideig tartott, míg valaki szót emelt ellene. Mutatis mutandis ugyanez a jelenség volt tapasztalható, amikor egy forgalmas parkban egy férfi egy nőt erőszakkal el akart cipelni. Világos, hogy az ilyen jellegű – semmilyen jellegű – beállítódás nem maradhat hatás nélkül a gazdálkodás- és vállalkozásetikára, és fordítva: a gazdálkodásban és a vállalkozásban mutatkozó etikátlanság része a társadalmi valóságnak, segít a kulturális korlátokat szétzilálni.
A jövőkutatók egyik lényeges problémája a társadalmi közönyösség. Ezzel kapcsolatban született meg a társadalom atomizálása fogalom.
- 'Állami ellenőrzésen minden olyan felügyeletet és szankcionálást értünk, amely egy formális szerveződésből indul ki, és amelynek a hatalommegosztásból adódó funkciók rendelkezésére állnak.

Ezzel kapcsolatban a következő lényeges kérdések merülhetnek fel. Milyen mértékben képes az állam munkahelyeket teremteni és ezzel a megélhetési bűnözést megelőzni? Vannak-e az államnak anyagi – pénzügyi – eszközei ahhoz, hogy munkát tudjon adni, hogy munkahelyeket tudjon teremteni, vagy rá van utalva a privát tőke „jó szándékára”?
„A tőkés, aki otthon érzi magát a vulgáris gazdaságtanban, esetleg azt mondja, hogy pénzét azzal a szándékkal előlegezte, hogy több pénzt csináljon belőle. De a pokolba vezető út is jó szándékokkal van kikövezve, s ugyanúgy szándéka lehetne az is, hogy termelés nélkül csináljon pénzt.” Mint ahogy ezt a spekulánsok teszik.
- A függőségi viszonyból adódó ellenőrzés és szankcionálás lényege, hogy a függőség alkalmas viselkedési minták megváltoztatására.

#### A konjunktív társadalmi folyamatok előfeltételei
A konjunktív társadalmi folyamatok beindításának és fenntarthatóságának megvannak a szigorú előfeltételei. Ezek az igazságosság, a szociális vonzalom és a méltányosság.
A gondolatmenet Balázs Judit – a Nyugat-magyarországi Egyetem Világgazdaságtan Tanszék tanszékvezető tanárának tanulmányából vett idézettel zárul.
- „A világ jóval több élelmet termel, mint amennyire szükség lenne, mialatt közel egymilliárd ember krónikusan éhezik.
- A II. világháború óta az USA »high tech« fegyvereinek ára 200szorosára emelkedett, az általános áremelkedés 7szeres.
- A nukleáris robbanófejjel ellátott rakétahordozó tengeralattjárók 13-szor annyi TNT robbanóanyagnak megfelelő töltetet tárolnak, mint a Hirosimára ledobott atombomba.
- A trópusi erdőkben minden tíz kivágott fa helyett egyet ültetnek.
- Az ipari országok évente 500 milliárd dollárt költenek katonai célokra, mialatt segélyekre 47 milliárd dollár jut.
- A hadseregek a világ legnagyobb környezetszennyezői: az USA hadserege évente több toxikus anyagot termel, mint az öt legnagyobb vegyi konszern. [És ennek ellenére 2000 tavaszán Bush elnök bejelentette, hogy az USA nem hajlandó a nemzetközi természetvédelmi egyezményt aláírni.]
- Egyetlen ballisztikus rakétával felszerelt tengeralattjáró ára (453 000 000 dollár) a kétszerese, mint a 18 legszegényebb ország 129110000 gyermekére költött oktatási kiadások.”

Ennyit az egészről és a konjunktív társadalmi folyamatok előfeltételeiről.